# Nazionale di slittino della Lettonia
La nazionale di slittino della Lettonia è la rappresentativa nazionale della Lettonia in tutte le manifestazioni dello slittino, dalle Olimpiadi ai mondiali, passando per gli europei e la Coppa del Mondo.
Raggruppa tutta gli slittinisti di nazionalità lettone selezionati dagli appositi organi ed è attualmente posta sotto l'egida della Latvijas Kamaniņu Sporta Federācija (LKSF); sono inoltre previste squadre giovanili, che prendono parte ai Giochi olimpici giovanili, ai mondiali juniores, alle Coppe del Mondo juniores e giovani, nonché a tutte le altre manifestazioni internazionali di categoria.

## Storia
Dopo il periodo di occupazione da parte dell'Unione Sovietica, la Lettonia riacquistò la propria indipendenza il 21 agosto 1991: questo processo prese il via già dalla seconda metà degli anni ottanta con la politica riformista voluta dall'allora neoeletto presidente sovietico Michail Gorbačëv che aveva portato ad una decentralizzazione del potere favorendo una maggiore autonomia delle singole autorità locali e che nel 1990 si tradusse, da parte dei paesi baltici dell'Unione -e precisamente dell'Estonia, della Lituania e della stessa Lettonia- in un processo per ottenere il ripristino dell'indipendenza. La spallata definitiva che portò alla Dissoluzione dell'Unione Sovietica si ebbe il 19 agosto 1991, quando il tentativo di colpo di stato voluto da alcuni massimi esponenti del PCUS per deporre Gorbacëv e fermare questa crescente desiderio di autonomia da parte delle altre singole repubbliche formanti l'Unione Sovietica fallì dopo soli tre giorni e il presidente Gorbacëv ritornò nuovamente al potere, ma questo fatto diede ancor più forza al processo liberista, 
che portò prima alla definitiva indipendenza delle tre repubbliche baltiche, con la Lettonia che dichiarava formalmente la propria l'indipendenza il 21 agosto stesso e quattro mesi più tardi, tramite l'accordo di Belaveža, fu sancita la dissoluzione dello Stato sovietico e la contemporanea nascita di una confederazione di stati sovrani, chiamata Comunità degli Stati Indipendenti.
Questo sconvolgimento all'interno della nazione sovietica coinvolse ovviamente anche la squadra di slittino, e conseguentemente dall'inizio della stagione 1991/92 si presentò al via delle competizioni la nazionale lettone, subito in grado di ottenere prestigiosi piazzamenti grazie ad Anna Orlova, Agris Elerts, Aivars Polis e Roberts Suharevs, che riuscirono a salire sul podio in prove di Coppa in quella stessa stagione; tali risultati non devono però sorprendere, infatti la scuola lettone era stata negli anni passati una delle fucine slittinistiche che aveva dato alla nazionale sovietica atleti del calibro di Vera Zozulja, Dajnis Bremze, Ajgars Krikis, Ingrīda Amantova, Juris Ėjsaks ed Ėjnars Vejkša.
Per vedere le prime medaglie degli atleti lettoni ai campionati mondiali si dovette attendere l'edizione casalinga di Sigulda 2003, quando Mārtiņš Rubenis vinse la medaglia d'argento nel singolo uomini, bissandola poi nella prova a squadre insieme ad Anna Orlova, Zigmars Berkolds e Sandris Bērziņš. Lo stesso Rubenis vinse inoltre una medaglia di bronzo anche nella successiva competizione iridata a Nagano 2004 e soprattutto salì sul terzo gradino del podio ai Giochi di Torino 2006, diventando il primo atleta lettone a conquistare una medaglia alle Olimpiadi invernali per la sua nazione.
Per quanto concerne il doppio, la coppia più titolata è senza dubbio quella formata dai fratelli Andris e Juris Šics, che nelle rassegne a cinque cerchi sono stati capaci di conquistare la medaglia d'argento a Vancouver 2010 e quella di bronzo a Soči 2014, oltre ad un bronzo ottenuto ai mondiali di Cesana Torinese 2011.
Solo nella gara del singolo femminile non si annoverano medaglie nelle competizioni olimpiche od iridate; i migliori piazzamenti in questa specialità sono quelli ottenuti da Anna Orlova, che giunse settima alle Olimpiadi di Torino 2006 e quarta ai mondiali di Sigulda 2003.
Le uniche vittorie in competizioni internazionali per gli slittinisti lettoni si sono avute con la gara a squadre: oltre alle due affermazioni conseguite in tappe di Coppa del Mondo, a Sigulda nel 2005 ed a Calgary nel 2006, gli atleti della repubblica baltica vinsero il titolo europeo a Cesana Torinese 2008 con Mārtiņš Rubenis, Maija Tīruma ed i fratelli Šics e bissarono l'oro nell'edizione successiva a Sigulda 2010 ancora con Rubenis, i due Šics ed Anna Orlova. A livello iridato, oltre alla medaglia d'argento del 2003, la squadra lettone ha vinto tre medaglie di bronzo grazie ad atleti quali Guntis Rēķis, Inārs Kivlenieks, Maija Tīruma, Elīza Tīruma ed i fratelli Šics. All'esordio della specialità ai Giochi olimpici, avvenuto a Soči 2014, la formazione composta da Mārtiņš Rubenis, Elīza Tīruma, Andris Šics e Juris Šics è salita sul terzo gradino del podio, dietro alla formazione tedesca ed a quella russa.